# Sergio Vartolo
Sergio Vartolo (Bologna, 9 settembre 1944) è un clavicembalista, organista e direttore d'orchestra italiano.

## Biografia
Nato nel 1944, Sergio Vartolo si è diplomato in organo e in clavicembalo presso il conservatorio Giovanni Battista Martini di Bologna, laureandosi contemporaneamente in lettere alla locale università.
Dal 1970 è attivo come concertista in Italia e all'estero. È stato docente di teoria e solfeggio, clavicembalo e storia della musica presso i conservatori di Foggia, Bologna, Verona, Padova, Ferrara e Venezia. Inoltre è stato ricercatore presso il DAMS di Bologna. Dal 1984 al 1998 è stato maestro della cappella musicale di San Petronio..
Ha registrato numerosi CD per alcune case discografiche, aggiudicandosi diversi premi. È inoltre accademico filarmonico bolognese.

## Discografia
- Autori vari, Musica italiana dei secc. XVI, XVII per organo, 1 CD, K617.
- Johann Sebastian Bach, Variazioni Goldberg, 2 CD, Tactus.
- Johann Sebastian Bach, L'arte della fuga, 2 CD, Naxos Records.
- Girolamo Cavazzoni, Intavolatura I Libro, 1 CD, Tactus.
- Girolamo Cavazzoni, Intavolatura II Libro, 2 CD, Tactus.
- Girolamo Frescobaldi, Opera omnia per organo e cembalo ossia I e II libro di Toccate, Fiori Musicali, Capricci, 10 CD, Tactus (vincitore del Preis der Deutschen Schallplattenkritik e del Choc du Monde de la Musique).
- Girolamo Frescobaldi, Opera omnia per organo e cembalo ossia Fantasie, Ricercari e Canzoni Francesi, 2 CD, Naxos Records (vincitore del Top Ten Gramophone XI 2002).
- Domenico Zipoli, Sonate d'Intavolatura per cembalo e per organo, 2 CD, Tactus.
- Domenico Scarlatti, Sonate per cembalo, 1 CD, Stradivarius.
- Domenico Scarlatti, Sonate per mandolino e cembalo e per cembalo solo, 2 CD, Bongiovanni.
- Giovanni Maria Trabaci, Opera omnia per clavicembalo e organo Libro I, 3 CD, Naxos Records (vincitore del Preis Supersonic Pizzicato Luxembourg).
- Giovanni Maria Trabaci, G. M. Trabaci, Opera omnia per clavicembalo e organo Libro II, 4 CD, Naxos Records (vincitore del Preis Supersonic Pizzicato Luxembourg).
- Johann Jakob Froberger, Opere per Clavicembalo, 2 CD, Naxos Records (vincitore del 5 stars Pizzicato Luxembourg).
- Michelangelo Rossi, Opera Omnia per clavicembalo, 1 CD, Naxos Records.
- Francesco Cavalli, Selezione dalle principali Opere, 1 CD, Naxos Records (vincitore del Preis Supersonic Pizzicato Luxembourg).
- Emilio de' Cavalieri, Rappresentazione d'Anima e Corpo, 2 CD, Naxos Records.
- Claudio Monteverdi, L'Orfeo, 2 CD, Naxos Records.
- Claudio Monteverdi, L'Orfeo, 2 CD, Brilliant Classics.
- Claudio Monteverdi, L'incoronazione di Poppea, 4 CD, Brilliant Classics (vincitore del 5 stars Musica XI 2005).
- Claudio Monteverdi, Il ritorno d'Ulisse in patria, 3 CD, Brilliant Classics.
- Claudio Monteverdi, L'orfeo, L'incoronazione di Poppea, Il ritorno d'Ulisse in patria, 9 CD + 1 CD-Rom, Brilliant Classics.
- Giovanni Paolo Colonna, Assalonne, 1 CD, Festival de La Chaise-Dieu.
- Giacomo Antonio Perti, Gesù al Sepolcro, 1 CD, Tactus.
- Giovanni Paolo Colonna, Salmi da Vespro, 2 CD, Tactus.
- Andrea Rota, Missa Resurrectio Christi, 1 CD, Tactus.
- Giacomo Antonio Perti, Vespri Concertati, 1 CD, Tactus.
- Giacomo Antonio Perti, Messa a 8 voci e orchestra, 1 CD, Bongiovanni.
- Giacomo Antonio Perti, Liturgy for Good Friday, 1 CD, Naxos Records.
- Giovanni Pierluigi da Palestrina, 10 Messe Mantovane, vol. 1, 1 CD, Bongiovanni.
- Giovanni Pierluigi da Palestrina, 10 Messe Mantovane, vol. 2, 1 CD, Bongiovanni.
- Giovanni Pierluigi da Palestrina, 10 Messe Mantovane, vol. 3, 1 CD, Bongiovanni.
- Giovanni Pierluigi da Palestrina, Missa De Beata Virgine, 1 CD, Naxos Records.
- Giovanni Pierluigi da Palestrina, Missa Sine nomine, l'Homme Armé a 4 voci, 1 CD, Naxos Records.
- Giovanni Pierluigi da Palestrina, Missa l'Homme Armé a 5 voci, 1 CD, Naxos Records.
- Carlo Gesualdo, Primo libro di Madrigali, 1 CD, Brilliant Classics.
- Luzzasco Luzzaschi,  12 Madrigali a 1, 2 e 3 soprani, 1 CD, Harmonia Mundi (vincitore del Diapason d'oro).
- Orazio Vecchi, Amfiparnaso, 1 CD, Naxos Records.
- Claudio Monteverdi, Canzonette a 3 voci, 1 CD, Naxos Records.
- Claudio Monteverdi, Scherzi Musicali, 1 CD, Naxos Records.
- Claudio Monteverdi, Il Ballo delle Ingrate, il Combattimento di Tancredi e Clorinda, 1 CD, Naxos Records.
- Autori vari, Lamenti Barocchi vol. 1, 1 CD, Naxos Records.
- Autori vari, Lamenti Barocchi vol. 2, 1 CD, Naxos Records.
- Autori vari, Lamenti Barocchi vol. 3, 1 CD, Naxos Records.
- Giacomo Antonio Perti, Cantate Morali e Spirituali, 2 CD, Bongiovanni.
- Giuseppe Torelli, Integrale delle Sinfonie e Sonate a 1, 2, 4 trombe e orchestra, 3 CD, Bongiovanni.
- Antonio Sartorio, L'Orfeo, 1 CD, Fonit Cetra.
- Autori vari, La Fȇte de l'Ȃne, Offices et Fȇtes des fous pour le jour des sous-diacres, 1 CD, Harmonia Mundi.
- Johannes Ciconia, Madrigaux et Ballades, 1 CD, Harmonia Mundi.